# تری کالاوی
تری کالاوی یک نویسنده سینما و تلویزیون و تهیه‌کننده است که بیشتر بخاطر نوشتن فیلم‌نامه فیلم هنوز یادمه تابستان پیش چه کردی معروف است. او در سریال علمی نقطه بخشش تهیه‌کننده بود. تری در سریال‌هایی بازیگر بود و در فیلم بیگانگان نقش داشت. تری علاوه بر کار با بزرگان صنعت سرگرمی مانند هریسون فورد و تیم برتون، او چندین قسمت آزمایشی برای شبکه‌های تلویزیون آمریکا ساخت. کالاوی در کارهایی مثل انقلاب، سی اس آی: ان وای و سوپرنچرال نویسنده و تهیه‌کننده بود. کالاوی در دانشگاه کالیفرنیای جنوبی در رشته هنرهای سینمایی استاد است.